# Kotusz (Ukraina)
Kotusz (ukr. Котуш) – wieś na Ukrainie, w obwodzie wołyńskim, w rejonie koszyrskim. W 2001 roku liczyła 262 mieszkańców.

## Historia
Pod koniec XIX wieku wieś należała do gminy Chocieszów w powiecie kowelskim.